# Línea pura

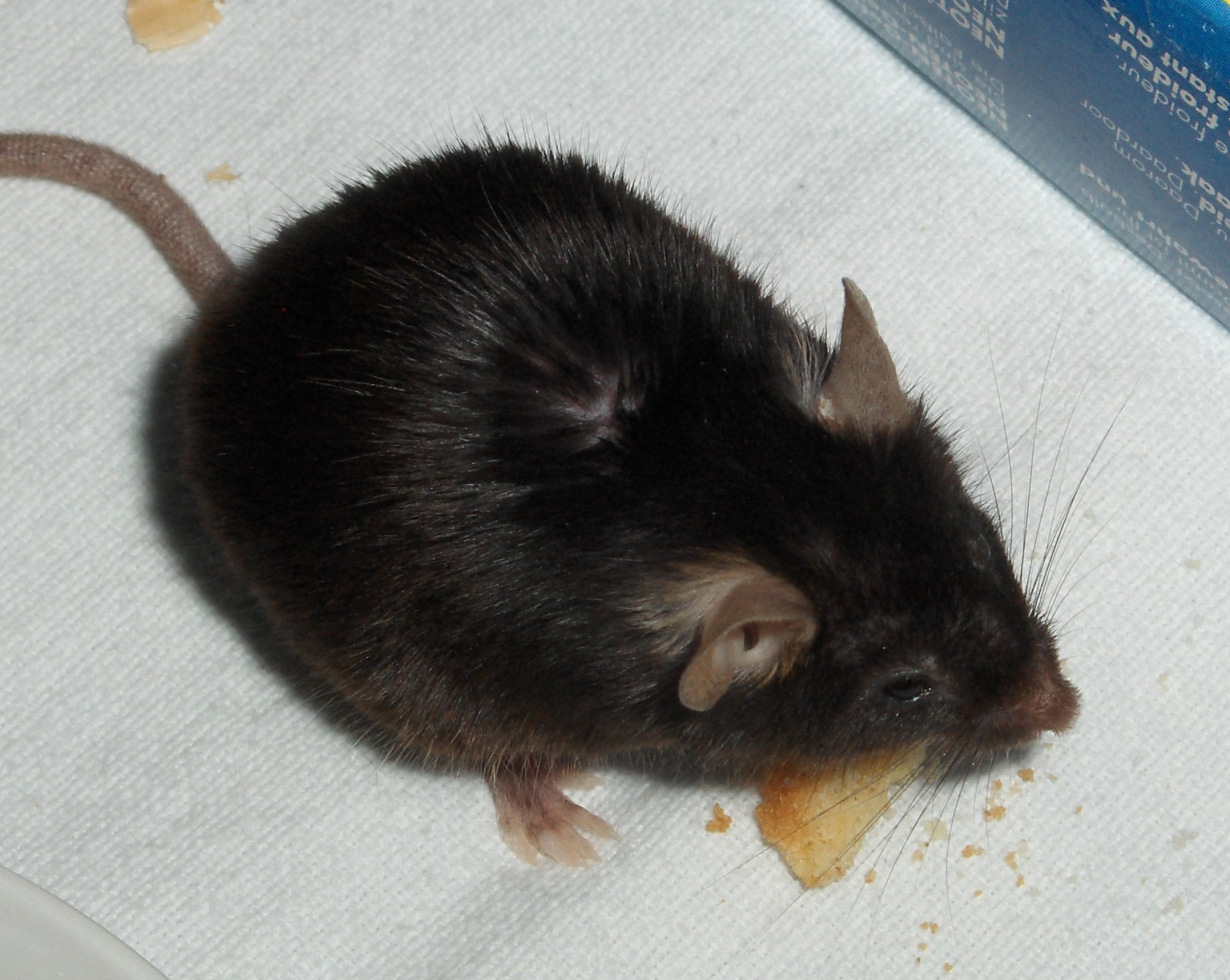
Lab mouse of strain

En Genética y Mejoramiento Genético de plantas se denomina línea pura a un individuo, o al grupo de individuos que descienden de él por autofecundación, que es homocigótico para todos sus caracteres. En otras palabras, es un linaje que mantiene constantes sus caracteres a través de las  generaciones de reproducción sexual, ya sea por autofecundación o por fecundación cruzada con otras plantas de la misma línea..